# Ислам в Саудовской Аравии
Ислам — государственная религия Саудовской Аравии.
Здесь расположены города Мекка и Медина. Королевство ежегодно привлекает миллионы мусульманских паломников, совершающих хадж, а также тысячи священнослужителей и студентов, приезжающих со всего мусульманского мира для обучения.
Официальный титул короля Саудовской Аравии — «Хранитель двух священных мечетей» — Аль-Масджид аль-Харам в Мекке и Аль-Масджид ан-Набави в Медине.
В XVIII веке договор между исламским проповедником Мухаммедом бен Абд аль-Ваххабом и региональным эмиром Мухаммедом бен Саудом принес новую форму ислама — салафизм — сначала в регион Неджд, а затем на весь остальной Аравийский полуостров. Эта интерпретация ислама, которую сторонники называют «салафизмом», а другие — «ваххабизмом», стала государственной религией и интерпретацией ислама, которую поддерживал Мухаммед бен Сауд и его преемники (семья Аль Сауд), которые в конечном итоге создали современное королевство Саудовская Аравия в 1932 году. Правительство Саудовской Аравии потратило десятки миллиардов долларов своих доходов от экспорта нефти по всему исламскому миру и в других местах на строительство мечетей, издание книг, предоставление стипендий, размещение международных исламских организаций и продвижение своей формы ислама, иногда называемой «петро-ислам». Ваххабизм преобладал в Неджде на протяжении двухсот лет, но в большинстве других частей страны — Хиджазе, Восточной провинции, Наджране — только в 1913—1925 годах.
Большинство из граждан Саудовской Аравии являются суннитами, в то время как восточные регионы населены в основном шиитами-двунадесятниками, а в южных регионах есть шииты-зейдиты.
Публичное богослужение и прозелитизм со стороны немусульман в Саудовской Аравии, включая распространение немусульманских религиозных материалов, являются незаконными.
Начиная с 2017 года при наследном принце Мухаммеде бен Салмане в религиозной политике были внесены кардинальные изменения, включая отмену власти религиозной полиции, отмену запретов на вождение автомобилей женщинами.